# Юрматынский кантон
Юрматынский кантон (баш. Юрматы кантоны) — кантон в составе Автономной Башкирской Советской Республики.
Административный центр — с. Петровское, а с 29 ноября 1919 года — с. Воскресенское.

## География
Юрматынский кантон располагался на территории современных юго-западных районов Башкортостана. Кантон на севере граничил с Табынским кантоном, на востоке — Тамьян-Катайским и Бурзян-Тангауровским кантонами, на юге — Кипчакским и Джитировским кантонами, а на западе — Оренбургской и Уфимской губерниями.

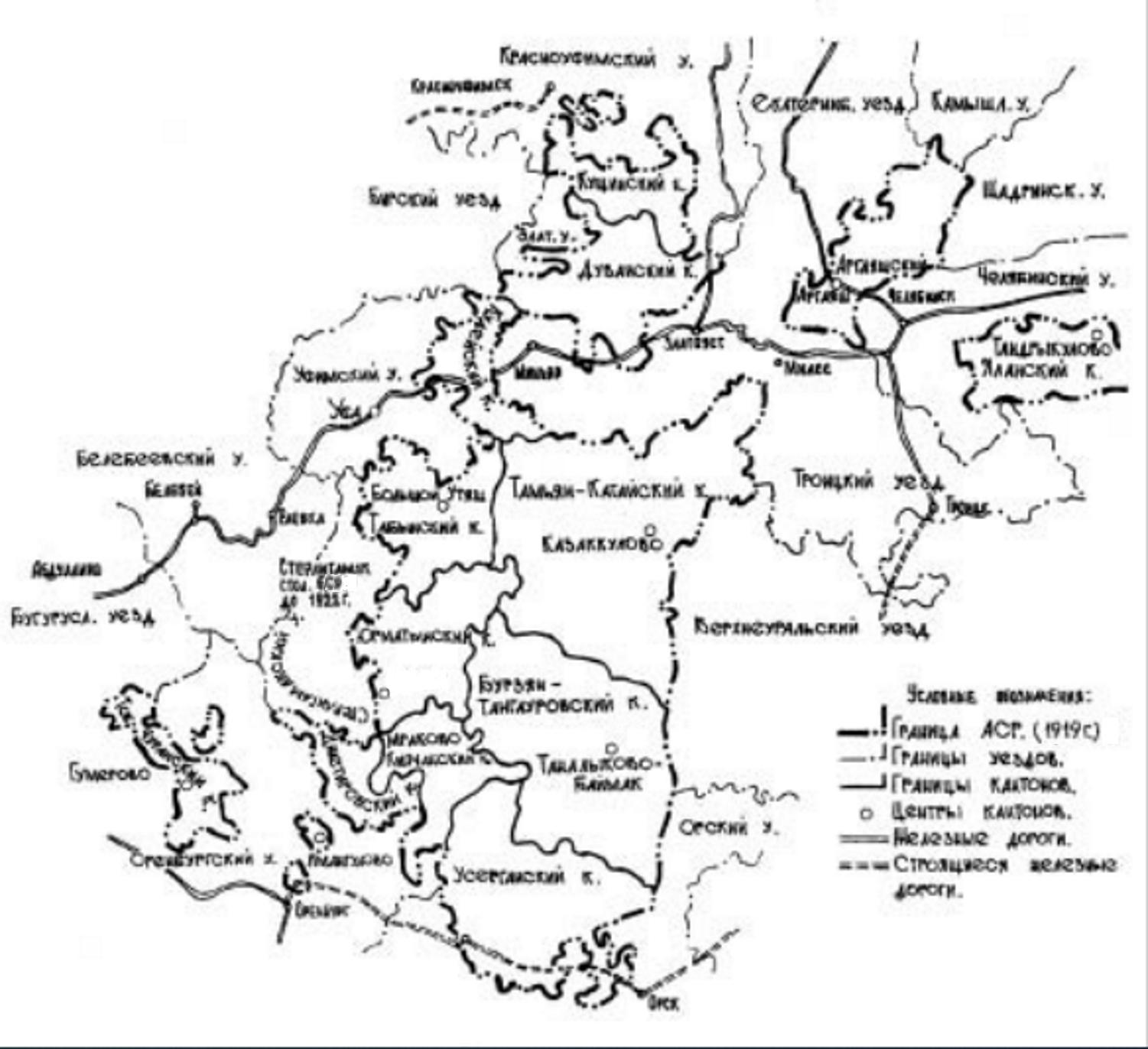
Юрматынский кантон на карте Малой Башкирии в сентябре 1919 года

## История
В декабре 1917 года III Всебашкирский Учредительный курултай принял положение «Об автономном управлении Башкурдистана», согласно которой автономия состояла из девяти кантонов: Барын-Табынский, Бурзян-Тангауровский, Джитировский, Ичкин-Катайский, Кипчакский, Куваканский, Тамьянский, Ток-Чуранский и Усерганский. К началу 1919 года Башкурдистан состоял из 13 кантонов: Аргаяшский, Бурзян-Тангауровский, Джитировский, Дуванский, Кипчакский, Кудейский, Табынский, Кущинский, Тамьян-Катайский, Ток-Чуранский, Усерганский, Юрматынский и Яланский.
По «Соглашению центральной Советской власти с Башкирским правительством о советской автономии Башкирии» от 20 марта 1919 года территория республики состояла из 13 кантонов, в числе которых был и Юрматынский кантон.
Название данного территориального образования исходит от названия башкирского племени юрматы. Юрматынский кантон сформирован из 14 волостей (Азнаевской, Айгулинская, Аллагуватовская, Араслановская, Бушман-Кипчакская, Верхоторская, Воскресенская, Гирей-Кипчакская, Ильчик-Темировская, Карамышевская, Макаровская, Петровская,
Татьяновская волости и др. волостей) Стерлитамакского уезда.
25 июля 1922 года Юрматынский кантон решено упразднить, а его территорию присоединить к Стерлитамакскому кантону Башкирской АССР. 10 августа 1922 года это решение утверждено Башобкомом.

## Хозяйство
В Юрматынском кантоне работали Верхоторский чугунолитейный и сухой перегонки дерева заводы, Воскресенский механический завод, 2 мельницы.
В 1922 году в кантоне насчитывалось 87 школ 1‑й ступени, 2 больницы и 3 фельдшерских пункта, а также 22 библиотеки, 6 изб-читален и 1 народный театр.